# Gacsal Ádám
Gacsal Ádám (Budapest, 1990. május 14. –) szinkronszínész.

## Életpályája
1997-ben kezdte a szinkronizálást, azóta számtalan produkcióban hallhattuk. Ezek között a legismertebb a Harry Potter-széria, melynek minden eddig elkészült részében ő Harry magyar hangja és a Verdák Előzménybe, melynek Daniel Zündapp Professzor fiát szinkronozta.

## Szinkronszerepei

### Filmekben
| Film cím                                 | Eredeti cím                                      | Karakter                     | Színész                     | Műfaj                           |
| ---------------------------------------- | ------------------------------------------------ | ---------------------------- | --------------------------- | ------------------------------- |
| 21 Jump Street – A kopasz osztag         | 21 Jump Street                                   | Scott                        | Joe Williams                | amerikai akcióvígjáték          |
| Alkonyat – Hajnalhasadás (1. rész)       | The Twilight Saga – Breaking Dawn                | Jacob Black                  | Taylor Lautner              | amerikai fantasy                |
| Alkonyat – Napfogyatkozás                | The Twilight Saga - Eclipse                      | Jacob Black                  | Taylor Lautner              | amerikai fantasy                |
| Alkonyat – Újhold                        | The Twilight Saga – New Moon                     | Jacob Black                  | Taylor Lautner              | amerikai fantasy                |
| Apurablók                                | Dadnapped                                        | Wheeze                       | David Henrie                | amerikai vígjáték               |
| Atlantisz gyermekei                      | Hearts in Atlantis                               | Robert (Bobby) Garfield      | Anton Yelchin               | amerikai filmdráma              |
| Bagolyvédők                              | Hoot                                             | Márnafogó                    | Cody Linley                 | amerikai vígjáték               |
| C.R.A.Z.Y.                               | C.R.A.Z.Y.                                       | Zachary Beaulieu             | Marc-André Grondin          | kanadai dráma                   |
| Charlie Bartlett                         | Charlie Bartlett                                 | Charlie Bartlett             | Anton Yelchin               | amerikai filmdráma              |
| Császárok klubja                         | The Emperor’s Club                               | Martin Blythe                | Paul Dano                   | amerikai film                   |
| Csúfok                                   | Uglies                                           | David                        | Keith Powers                | amerikai disztópikus filmdráma  |
| Dan és a szerelem                        | Dan in Real Life                                 | Marty Barasco                | Felipe Dieppa               | amerikai vígjáték               |
| E. T., a földönkívüli                    | E.T.: The Extra–Terrestrial                      | Elliott                      | Henry Thomas (második hang) | amerikai sci-fi film            |
| Ebadta szerelem                          | Dog Lover’s Symphony                             | Bob                          | Robert Tena                 | amerikai vígjáték               |
| Édes búcsú                               | Good Grief                                       | Thomas                       | Himesh Patel                | amerikai dráma                  |
| Az élet habzsolva jó                     | The Spectacular Now                              | Sutter                       | Miles Teller                | amerikai romantikus vígjáték    |
| Elhurcolva                               | Abduction                                        | Nathan Harper / Steven Price | Taylor Lautner              | amerikai film                   |
| Érettségi                                | Graduation                                       | Tom Jackson                  | Chris Lowell                | amerikai film                   |
| Eszetlenek                               | Cherrybomb                                       | Luke                         | Robert Sheehan              | ír filmdráma                    |
| Fák jú, Tanár úr!                        | Fack ju Göhte                                    | Burak                        | Aram Arami                  | német vígjáték                  |
| Fame – Hírnév                            | Fame                                             | Marco Ramonte                | Asher Book                  | amerikai film                   |
| A fekete ruhás nő                        | The Woman in Black                               | Arthur Kipps                 | Daniel Radcliffe            | angol horror                    |
| Fúrófej Taylor                           | Drillbit Taylor                                  | Wade                         | Nate Hartley                | amerikai vígjáték               |
| Johnny Cunami                            | Johnny Tsunami                                   | Sam Sterling                 | Lee Thompson Young          | amerikai film                   |
| Harry Potter és a bölcsek köve           | Harry Potter and the Philosopher’s Stone         | Harry Potter                 | Daniel Radcliffe            | amerikai–angol fantasy film     |
| Harry Potter és a Félvér Herceg          | Harry Potter and the Half-Blood Prince           | Harry Potter                 | Daniel Radcliffe            | amerikai–angol fantasy film     |
| Harry Potter és a Főnix Rendje           | Harry Potter and the Order of the Phoenix        | Harry Potter                 | Daniel Radcliffe            | amerikai–angol fantasy film     |
| Harry Potter és a Halál ereklyéi 1.      | Harry Potter and the Deathly Hallows Part I      | Harry Potter                 | Daniel Radcliffe            | amerikai–angol fantasy film     |
| Harry Potter és a Halál ereklyéi 2.      | Harry Potter and the Deathly Hallows Part II     | Harry Potter                 | Daniel Radcliffe            | amerikai–angol fantasy film     |
| Harry Potter és a Titkok Kamrája         | Harry Potter and the Chamber of Secrets          | Harry Potter                 | Daniel Radcliffe            | amerikai–angol fantasy film     |
| Harry Potter és a Tűz Serlege            | Harry Potter and the Goblet of Fire              | Harry Potter                 | Daniel Radcliffe            | amerikai–angol fantasy film     |
| Harry Potter és az azkabani fogoly       | Harry Potter and the Prisoner of Azkaban         | Harry Potter                 | Daniel Radcliffe            | amerikai–angol fantasy film     |
| Hóból is megárt a sok                    | Snow Day                                         | Randy Brandston              | Connor Matheus              | amerikai vígjáték               |
| A hódkóros                               | The Beaver                                       | Porter Black                 | Anton Yelchin               | amerikai film                   |
| A Hunter Killer küldetés                 | Hunter Killer                                    |                              |                             | amerikai-kínai akcióthriller    |
| Káosz karácsonyra                        | Love the Coopers                                 | Brady                        | Keenan Jolliff              | amerikai vígjáték               |
| Kegyetlen faj                            | Fierce People                                    | Finn Earl                    | Anton Yelchin               | amerikai-kanadai filmdráma      |
| Kutyafuttában                            | See Spot Run                                     | James                        | Angus T. Jones              | amerikai-ausztrál vígjáték      |
| A lány és a farkas                       | Red Riding Hood                                  | Peter                        | Shiloh Fernandez            | amerikai–kanadai fantasy film   |
| A lázadó                                 | Insurgent                                        | Uriah                        | Keiynan Lonsdale            | amerikai akciófilm              |
| Leharcolt oroszlánok                     | Secondhand Lions                                 | Walter                       | Haley Joel Osment           | amerikai vígjáték               |
| Levelek Júliának                         | Letters to Juliet                                | Lorenzo unokája              | Stefano Guerrini            | amerikai romantikus film        |
| A megszegett ígéret                      | Nedodrzaný slub                                  | Martin Friedmann             | Samuel Spišák               | szlovák-cseh-amerikai filmdráma |
| Merénylet a suligóré ellen               | Assassination of a High School President         | Matt Mullen                  | Zach Roerig                 | amerikai vígjáték               |
| Micsoda srác ez a lány                   | She’s the Man                                    | Duke Orsino                  | Channing Tatum              | amerikai vígjáték               |
| Mindenütt nő                             | Sweet Home Alabama                               | a fiatal Jake                | Thomas Curtis               | amerikai vígjáték               |
| Miss Marple történetei – Szemfényvesztők | Agatha Christie Marple – They Do It with Mirrors | Edgar Lawson                 | Tom Payne                   | angol krimisorozat              |
| Odd Thomas – A halottlátó                | Odd Thomas                                       | Odd Thomas                   | Anton Yelchin               | amerikai thriller               |
| A panamai szabó                          | The Tailor of Panama                             | Mark Pendel                  | Daniel Radcliffe            | amerikai-ír thriller            |
| Paranoia                                 | Paranoia                                         | Morgan                       | Will Peltz                  | amerikai-francia thriller       |
| Peppermint – A bosszú angyala            | Peppermint                                       | Torres                       | Johnny Ortiz                | amerikai akcióthriller          |
| Pereld a nőt!                            | Serving Sara                                     | kölyök Walkie Talkie-val     | Roderick Watson             | amerikai vígjáték               |
| A pók hálójában                          | Along Came a Spider                              | Dimitrij Sztarodubov         | Anton Yelchin               | amerikai-kanadai krimi          |
| Ragadozó városok                         | Mortal Engines                                   | Khora kapitány               | Regé-Jean Page              | új-zélandi-amerikai fantasy     |
| Randiztam egy sztárral                   | StarStruck                                       | Stubby                       | Brandon Smith               | amerikai zenés film             |
| Rebel Moon – 1. rész: A tűz gyermeke     | Rebel Moon – Part One: A Child of Fire           | Véresbárdú Darrian           | Ray Fisher                  | amerikai sci-fi akciófilm       |
| Selyem                                   | Silk                                             | Ludovic                      | Mark Rendall                | kanadai-francia- japán dráma    |
| Star Trek – Sötétségben                  | Star Trek Into Darkness                          | Pavel Chekov                 | Anton Yelchin               | amerikai sci-fi                 |
| Star Trek                                | Star Trek                                        | Pavel Chekov                 | Anton Yelchin               | amerikai sci-fi                 |
| Szemfényvesztők 2.                       | Now You See Me 2                                 | Walter                       | Daniel Radcliffe            | amerikai film                   |
| A szív bajnokai                          | The Blind Side                                   | Michael ’Nagy Mike’ Oher     | Quinton Aaron               | amerikai dráma                  |
| Szívörvény                               | Bounce                                           | Scott Janello                | Alex D. Linz                | amerikai dráma                  |
| Szuper felsőtagozat                      | Sky High                                         | Zach                         | Nicholas Braun              | amerikai családi vígjáték       |
| Valentin nap                             | Valentine's Day                                  | Alex                         | Carter Jenkins              | amerikai film                   |
| A végzet ereklyéi – Csontváros           | The Mortal Instruments – City of Bones           | Simon                        | Robert Sheehan              | amerikai-német- kanadai fantasy |
| Terminátor – Megváltás                   | Terminator Salvation                             | Kyle Reese                   | Anton Yelchin               | amerikai-angol- német sci-fi    |

### Sorozatokban
| Sorozat cím : alcím                                                       | Eredeti cím : alcím                                           | Karakter                        | Színész                | Műfaj                                   |
| ------------------------------------------------------------------------- | ------------------------------------------------------------- | ------------------------------- | ---------------------- | --------------------------------------- |
| 22-es körzet – A bűn utcái                                                | NYC 22 : Schooled                                             | Eric Buford                     | Eugene Jones III       | amerikai krimisorozat                   |
| 4400                                                                      | 4400                                                          | Kyle Baldwin                    | Chad Faust (első hang) | amerikai sci-fi sorozat                 |
| Alex és bandája                                                           | Alex & Co.                                                    | Tom                             | Daniele Rampello       | olasz sorozat                           |
| Angyali érintés : A Menny kapuja                                          | Touched by an Angel : Heaven’s Portal                         | Nick Albright                   | Ross Malinger          | amerikai sorozat                        |
| A boszorkányok elveszett könyve                                           | A Discovery of Witches                                        | Nathaniel Wilson                | Daniel Ezra            | angol fantasy sorozat                   |
| CSI – A helyszínelők : A bizonyíték terhe                                 | CSI – Crime Scene Investigation : Burden of Proof             | Jake Bradley                    | Dan Byrd               | amerikai krimisorozat                   |
| A cukorbáró                                                               | Cane                                                          | Jaime Vega                      | Michael Trevino        | amerikai sorozat                        |
| Az elnök árnyékában                                                       | State of Affairs                                              | Dashiell Greer                  | Tommy Savas            | amerikai filmsorozat                    |
| Ben 10                                                                    | Ben 10                                                        | Lánglovag                       | ?                      | szitkom, sci-fi                         |
| Brown atya : A harangok szava                                             | Father Brown : The Passing Bell                               | Enoch Rowe                      | Abdul Salis            | angol krimisorozat                      |
| Élete a halál                                                             | My Life is Murder                                             | Harry Henare                    | Rawiri Jobe            | ausztrál drámasorozat                   |
| Elfeledett szerelem                                                       | Siempre Tuya Acapulco                                         | Francisco "Pancho" Gómez        | Francisco Angelini     | mexikói romantikus sorozat              |
| Az elnök embere : Fogságba vetve                                          | Madam Secretary : Pilot                                       | Tyler Cole                      | Sean Kleier            | amerikai sorozat                        |
| Eufória × Nyár este × Apja fia                                            | Euphoria × Pilot × Stuntin’ Like My Daddy                     | Wes                             | Nolan Bateman          | amerikai filmsorozat                    |
| Eufória : Bekéne jutni a mennyországba, mielőtt ránk csukják az ajtót     | Euphoria : Trying to Get to Heaven Before They Close the Door | Travis                          | Demetrius Flenory      | amerikai filmsorozat                    |
| Fear The Walking Dead                                                     | Fear the Walking Dead                                         | Nicholas Clark                  | Frank Dillane          | amerikai horrorsorozat                  |
| Friday Night Lights – Tiszta szívvel foci                                 | Friday Night Lights                                           | Tim Riggins                     | Taylor Kitsch          | amerikai sorozat                        |
| Gyilkos ügyek : Emberrablás                                               | Major Crimes : Hostage of Fortune                             | Jaime                           | Shane Coffey           | amerikai krimisorozat                   |
| Hollow Crown – Koronák harca                                              | The Hollow Crown                                              | Groom                           | Daniel Boyd            | angol minisorozat                       |
| iCarly                                                                    | ICarly – iGo One Direction                                    | Harry Styles                    | Harry Styles           | amerikai vígjátéksorozat                |
| Isteni sugallat                                                           | Joan of Arcadia                                               | Joan of Arcadia                 | Chris Marquette        | amerikai sorozat                        |
| Jeffrey Dahmer – Szörnyeteg: A Jeffrey Dahmer-sztori                      | Dahmer – Monster: The Jeffrey Dahmer Story                    | Jeffrey Dahmer                  | Evan Peters            | amerikai életrajzi drámasorozat         |
| Kémek küldetése                                                           | X Company                                                     | Alfred Graves                   | Jack Laskey            | kanadai sorozat                         |
| Kékpróba : Itt vagy                                                       | Rookie Blue : You Are Here                                    | Chuck                           | Douglas Smith          | kanadai tévéfilmsorozat                 |
| Ki vagy, doki? : Éjfél                                                    | Doctor Who : Midnight                                         | Jethro Cane                     | Colin Morgan           | angol sci-fi sorozat                    |
| Kisvárosi gyilkosságok : Borban az igazság                                | Midsomer Murders : A Vintage Murder                           | Kevin Paynton                   | Max Bennett            | angol krimisorozat                      |
| Kívülállók                                                                | Misfits                                                       | Nathan Young                    | Robert Sheehan         | angol vígjátéksorozat                   |
| Lucifer : A trónbitorló                                                   | Lucifer : The Would-Be Prince of Darkness                     | Ty Huntley                      | Redaric Williams       | amerikai krimisorozat                   |
| McDonald és Dodds : Az ember aki ott se volt                              | McDonald & Dodds : The Man Who Wasn’t There                   | Jason Greaves                   | Victor Oshin           | angol krimi                             |
| Megzsarolva                                                               | The Recruit                                                   | Owen Hendricks                  | Noah Centineo          | amerikai sorozat                        |
| Modern család                                                             | Modern Family                                                 | Dylan                           | Reid Ewing             | amerikai vígjátéksorozat                |
| A múlt fogságában                                                         | Avenida Brasil                                                |                                 |                        | brazil sorozat                          |
| Obi-Wan Kenobi                                                            | Obi-Wan Kenobi                                                | Kawlan Roken                    | O’Shea Jackson Jr.     | Disney+ limitált sorozat                |
| Oxfordi gyilkosságok : Dicshimnusz                                        | Endeavour : Canticle                                          | Dudley Jessop                   | Matthew Needham        | angol drámasorozat                      |
| Oxfordi gyilkosságok : A látomás                                          | Endeavour : Oracle                                            | Dr. Jeremy Kreitsek             | Reece Ritchie          | angol drámasorozat                      |
| Power Rangers – Misztikus Erők                                            | Power Rangers: Mystic Force                                   | Zöld Misztikus Ranger           | Richard Brancatisano   | amerikai sorozat                        |
| Power Rangers Szamuráj                                                    | Power Rangers Samurai                                         | Piros Szamuráj Rangers / Jayden | Alex Heartman          | amerikai sorozat                        |
| A Rezidens                                                                | The Resident                                                  | Irving Feldman                  | Tasso Feldman          | amerikai sorozat                        |
| Róma                                                                      | Rome                                                          | az ifjú Caius Octavianus        | Max Pirkis             | amerikai–brit–olasz sorozat             |
| Rómeó és Júlia                                                            | Romio x Jurietto                                              | Curio                           | Toriumi Kosuke         | japán anime                             |
| Sandman: Az álmok fejedelme : Különleges epizód – Halál: Az élet nagy ára | The Sandman : Death – The High Cost of Living                 | Theo                            | Jonno Davies           | angol-amerikai fantasy sorozat          |
| Sherlock : A vak bankár                                                   | Sherlock : The Blind Banker                                   | Andy Galbraith                  | Al Weaver              | angol krimisorozat                      |
| Sherlock : A sátán kutyái                                                 | Sherlock : The Hounds of Baskerville                          | Lyons tizedes                   | Will Sharpe            | angol krimisorozat                      |
| Sherlock és Watson : Gyerekjáték                                          | Elementary : Child Predator                                   | Adam Kemper                     | Johnny Simmons         | amerikai krimisorozat                   |
| Szilícium-völgy                                                           | Silicon Valley                                                | Bertram Gilfoyle                | Martin Starr           | amerikai vígjátéksorozat                |
| Spencer                                                                   | All American                                                  | Spencer James                   | Daniel Ezra            | amerikai filmsorozat                    |
| Szeretni beindulásig                                                      | Enamorarte                                                    | Tomás ’Tomy’ Prieto             | Tomas Faiella          | argentin sorozat                        |
| Szívtipró gimi                                                            | Heartbreak High                                               | Spider                          | Bryn Chapman Parish    | ausztrál sorozat                        |
| A telhetetlen                                                             | Insatiable                                                    | Christian Keene                 | James Lastovic         | amerikai vígjátéksorozat                |
| Terror                                                                    | The Terror                                                    | Thomas Evans                    | Joe Hurst              | amerikai horrorsorozat                  |
| The Lodge                                                                 | The Lodge                                                     | Josh                            | Joshua Sinclair-Evans  | angol sorozat                           |
| Töréspont                                                                 | Respira                                                       | Enrique Quique                  | Xoán Fórneas           | spanyol sorozat                         |
| Tudorok                                                                   | Tudors                                                        | Thomas Tallis                   | Joe Van Moyland        | amerikai-ír sorozat                     |
| Túloldal                                                                  | Beyond                                                        | Kevin McArdle                   | Jordan Calloway        | amerikai filmsorozat                    |
| Vaják – A vér eredete                                                     | The Witcher – Blood Origin                                    | Syndril                         | Zach Wyatt             | amerikai-magyar-lengyel fantasy sorozat |
| Vampire Knight                                                            | Vanpaia Naito                                                 | Ichijou Takuma                  | Chiba Susumu           | japán anime                             |
| Vera – A megszállott nyomozó : Iszaptakaró                                | Vera : The Blanket Mire                                       | Jack Madden                     | Martin McCann          | angol krimisorozat                      |
| Vera – A megszállott nyomozó : Kakukk                                     | Vera : Cuckoo                                                 | Alan White                      | Jonny Lavelle          | angol krimisorozat                      |
| Vészhelyzet – Los Angeles                                                 | Code Black : In Extremis                                      | Jamal                           | J. Mallory McCree      | amerikai sorozat                        |
| Violetta                                                                  | Violetta                                                      | Tomás Heredia                   | Pablo Espinosa         | argentin sorozat                        |
| Vikingek                                                                  | Vikings                                                       | Björn Lothbrok                  | Alexander Ludwig       | ír-kanadai sorozat                      |
| A visszatérők                                                             | The 100                                                       | Finn Collins                    | Thomas McDonell        | amerikai krimisorozat                   |
| A Young Doctor's Notebook                                                 | A Young Doctor's Notebook                                     | fiatal Doktor                   | Daniel Radcliffe       | amerikai kórházsorozat                  |

### Animációs filmekben és sorozatokban
- A Bagolyház: Hunter
- Franklin és a Zöld lovag: Franklin
- Léna farmja: Angelo
- LoliRock: Charlie, Kakos
- Star Wars: Lázadók: Nazhros Oleg
- Verdák Előzmény: Daniel
- Verdák Sorozat: Daniel
- Dragon Ball Super: Jiren
- Kertitörpe-kommandó: Trey
- Star Wars: Látomások: Roden
- Milo Murphy törvénye: Zack Underwood
- Szipi és Szuper: Tex Pecks Ako Mitchell
- Super Mario Bros.: A film: Donkey Kong Seth Rogen
- 101 kiskutya 2. - Paca és Agyar: Paca Bobby Lockwood.

### Videojáték
- League of legends - Viego
- Harry Potter és a Főnix Rendje - Harry Potter
- Hidden Agenda  - Finn
- Detroit: Become Human - Josh